# Масвидал, Пол
Пол Ма́свидал (полное имя Пабло Альберто Масвидал (англ. Paul Albert Masvidal); род. 20 января 1971 года, Пуэрто-Рико) — гитарист и вокалист групп Cynic, Æon Spoke.

## Биография
В 1989 году Пол Масвидал был в туре с группой Death, как гитарист. С ним группа записала альбом Human.
Помимо Death, Пол был лидером группы Cynic вместе с его давним другом Шоном Рейнертом.
В 1993 увидел свет полноформатный альбом Cynic — «Focus».
Вскоре после записи альбома группа распалась, успев записать только демозапись «Portal», которая отражала смену взглядов циников, и Масвидала в частности, в менее «металлическую» сторону. В 2006 году группа возобновила свою деятельность.
5 августа 2008 года состоялся концерт группы Cynic в Крыму на 9 километре трассы Евпатория—Саки. На концерт съехались фанаты Пола Масвидала и группы Cynic из России, Белоруссии, с Украины и из других стран Европы.

## Интересные факты
- В 1999 г. музыкант зарегистрировал патент (утверждённый в 2002 г.) на вспомогательное устройство для немых людей[1].
- В 2014 году открыто заявил о своей гомосексуальности[2][3].

## Работы

### СCynic
- 1988 — Demo (демозапись)
- 1989 — Reflections of a dying world (демозапись)
- 1990 — Demo (демозапись)
- 1991 — Roadrunner (демо для студии Roadrunner Records)
- 1993 — Focus (полноформатный альбом)
- 1995 — Portal (демозапись)
- 2004 — Focus (Remastered + Bonus Tracks)
- 2008 — Promo’08 (промозапись)
- 2008 — Traced in Air (полноформатный альбом)
- 2010 — Re-Traced (мини-альбом)
- 2011 — Carbon-Based Anatomy (мини-альбом)
- 2014 — Kindly Bent To Free Us (полноформатный альбом)
- 2021 — Ascension Codes (полноформатный альбом)

### СDeath
- 1991 Human

### СÆon Spoke
- 2000 — Demo
- 2002 — Æon Spoke (EP)
- 2004 — Silence (Single)
- 2004 — Above the Buried Cry
- 2005 — Emmanuel (Single)
- 2007 — Æon Spoke
- 2007 — Pablo At The Park (Single)

### СGordian Knot
- 2003 — Emergent